# Sanso (Waschmittel)
Sanso ist eine Marke für Waschmittel, die ursprünglich in den 1960er Jahren auf den deutschen Markt gebracht wurde. Sanso wurde speziell als Handwaschmittel für die Pflege von Wollkleidung entwickelt. Ein markanter Bestandteil der Markenidentität ist das Sanso-Schäfchen Annabelle, das 1960 eingeführt wurde und in Werbekampagnen als Symbol für die Weichheit und Schonung des Produkts dient.

## Geschichte
In den 1960er Jahren wurde Sanso als Wollwaschmittel eingeführt und das Maskottchen Annabelle, ein Schäfchen, wurde ebenfalls vorgestellt. 1965 übernahm der US-amerikanische Konzern Procter & Gamble die Marke vollständig und erweiterte das Sortiment kontinuierlich. In den 1970er Jahren bekam Annabelle eine Stimme und trat in Werbefilmen auf, um das Produkt direkt vorzustellen. 1988 führte Sanso das erste flüssige Wollwaschmittel ein, das schnell an Popularität gewann. In den 1990er Jahren wurde Sanso Ultra eingeführt, das sowohl für Woll- als auch für feine Textilien geeignet war. Im Jahr 2000 übernahm die fit GmbH die Marke und legte den Fokus wieder stärker auf die Pflege von Wollkleidung. 2004 wurde das erste phosphatfreie Wollwaschmittel-Pulver eingeführt, das keine wasserunlöslichen Zeolithe enthielt, um Pulverrückstände auf den Textilien zu minimieren.

## Produkteigenschaften
Sanso ist sowohl in flüssiger als auch in pulverförmiger Form erhältlich. Das Waschmittel ist speziell darauf ausgelegt, Wollkleidung und empfindliche Textilien schonend zu reinigen.